# Phường 6, Bình Thạnh
Phường 6 là một phường thuộc quận Bình Thạnh, Thành phố Hồ Chí Minh, Việt Nam.
Phường 6 có diện tích 0,30 km², dân số năm 2021 là 10.764 người,  mật độ dân số đạt 35.880 người/km².